# Pavlé Vostanic
Pavlé Vostanic, né le 16 mars 1962 à Plandište (Yougoslavie), est un footballeur serbe reconverti entraîneur.

## Biographie
Pavlé Vostanic, né en 1962 en Yougoslavie, passe une vingtaine d’années au FC Bourges, comme joueur (1985-1993), entraîneur adjoint-joueur (1993-1998) et entraîneur principal (1998 puis 2002-2004). Cette ville a une place particulière pour Pavlé sa vie puis à garder beaucoup de bons souvenirs de son passage là-bas. 
Vostanic est entraîneur du Blois Football 41 de février 2007, où il remplace Nicolas Debord, à juin 2009. Son coordinateur sportif Zivko Slijepcevic qui a été son adjoint au BF 41 en 2007-2008 Non conservé par le BF 41, il avait alors été engagé par Boulogne-sur-Mer.
Non conservé par le BF 41 en 2009, Pavlé Vostanic rejoint l'Union sportive Boulogne Côte d'Opale, séduit par le discours de Gilbert Zoonekynd et Bruno Dupuis. Il dirige les U19 nationaux avant d'assurer l'intérim après l’éviction de Georges Tournay auprès de l'équipe première. Il récupère l'équipe à 16e place et relégable.
Durant la saison 2012-2013, Vostanic assure avec succès le maintien de l'équipe première de l'USBCO en National. Arrivé à la tête du groupe professionnel dans des conditions difficiles, il réussit à stabiliser les résultats boulonnais. À la fin de l'exercice, Pavlé n'est pas conservé à la tête de l'équipe première. Il reste au club et continue de transmettre son savoir auprès des jeunes.
Pavlé Vostanic prend en main l'équipe réserve de l'USBCO qu'il fait remonter en CFA 2. Il quitte le club au terme de la saison 2014-2015 après être élu entraîneur de l'année par ses pairs.
Fin octobre 2015, Vostanic s'engage avec le Tarbes Pyrénées Football. Mais, n'ayant pas pu faire suivre sa famille pour des raisons de logistique, il décide de ne pas poursuivre l'aventure. Il revient finalement sur sa décision et encadre l'équipe première.
Début février 2018, Vostanic s'engage avec le Trélissac FC. En provenance de Tarbes où il a passé trois saisons, sa mission est de sauver le club de la relégation en National 3,. Pavlé et les siens sont dans l'épreuve de la coupe de France reçoivent l’Olympique de Marseille, 2e de Ligue 1, à Limoges. Pavlé est face au défi André Villas-Boas, Trélissac aura perdu mais aura montré une excellente prestation pour amener l'OM en prolongation (1-1), puis aux tirs au but (4-2).

## Statistiques
En février 2018, au moment de s'engager avec le Trélissac FC, Vostanic compte 470 matches en tant qu'entraîneur, dont une quarantaine en seconde division avec le FC Bourges et l'US Boulogne.

## Palmarès
FC Bourges
- Division 3 : champion du groupe Centre-Ouest en 1986
- National 2 : champion du groupe D en 1996